# Kamnaskires V.

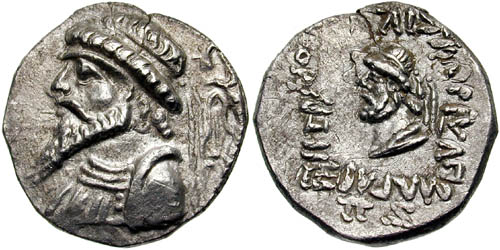
Münze von Kamnaskires V.

Kamnaskires V. war ein König der Elymais, der bisher nur von seinen Münzen bekannt ist. Die Reihenfolge und Identität der Herrscher der Elymais bereitet große Schwierigkeiten, so auch im Fall dieses Herrschers.
Auf der Vorderseite seiner Münzen erscheint sein Porträt in parthischem Stil, auf der Rückseite erscheinen eine Büste und pseudo-griechische Legenden. Einige Münzen sind in das Jahr 36/35 v. Chr. datiert, wobei die Lesung der Jahreszahl unsicher ist und auch 58/59 n. Chr. gelesen wurde. Bei dem ersteren Datum besteht die Möglichkeit, dass Kamnaskires IV., dessen letzte datierten Prägungen das Jahr 56/55 v. Chr. nennen und Kamnaskires V. dieselbe Person sind.